# Атаян, Камо Иванович
Камо Иванович Атаян (арм. Կամո  Աթայան; род. 1959, село Мшитарашен, Нагорно-Карабахская АО) — политический и государственный деятель Нагорно-Карабахской Республики.

## Биография
- 1976 год — окончил среднюю школу деревни Чанахчи и одновременно заочную физикотехническую школу при Московском физикотехническом институте.
- 1981 год — с отличием окончил физико-математический факультет Степанакертского педагогического института.
- 1981—1991 годы — работал в средней школе деревни Чанахчи.
- 1985 год — был назначен начальником кабинета физики и астрономии Нагорно-Карабахского института усовершенствования учителей.
- C 1991 года работал на кафедре физики Степанакертского педагогического института, затем был деканом общетехнического факультета Арцахского Государственного Университета.
- 1995 год — был назначен директором Нагорно-Карабахского института аттестации и подготовки кадров, затем заместителем министра образования, культуры и спорта НКР.
- С 1997 года являлся научным секретарём совета ректоров государственных вузов Армении.
- 14 июля 2005 года — указом президента НКР назначается министром образования, культуры и спорта НКР.